# پسر جدید (فیلم ۲۰۰۱)
پسر جدید (به انگلیسی: The New Guy) فیلمی محصول سال ۲۰۰۱ و به کارگردانی اد دکتر است. در این فیلم بازیگرانی همچون دی‌جی کوالز، الیزا دوشکو، زویی دشانل، لایل لاوت، ادی گریفن، جفری لوئیس، کرت فولر، سانی می‌بری، ایلیانا داگلاس ایفای نقش کرده‌اند.
فیلم داستان «دیزی هریسون» (با بازی دی‌جی کوالس) را روایت می‌کند، یک دانش‌آموز بازندهٔ دبیرستانی که تصمیم می‌گیرد خود را اخراج کند تا به مدرسه‌ای دیگر برود و هویتی تازه برای خود بسازد. او در زندان از یک زندانی یادمی‌گیرد که چطور «باحال» باشد و خودش را «گیل هریس» می‌نامد. به‌سرعت دوست پیدا می‌کند و میان ورزشکاران و بچه‌درس‌خوان‌ها احترام کسب می‌کند. او با دختر محبوب مدرسه، «دنیل» (با بازی الایزا دوشکو)، وارد رابطه می‌شود و باعث اتحاد مدرسه‌ای می‌شود که تا پیش از آن دچار تفرقه بود؛ همچنین تیم فوتبال مدرسه را نیز بهبود می‌بخشد. در پایان، گیل مجبور می‌شود با گذشته‌اش روبه‌رو شود، آن‌هم در مسابقه‌ای که مدرسهٔ جدیدش مقابل مدرسهٔ قبلی‌اش قرار می‌گیرد. فیلم در مجموع نقدهای منفی دریافت کرد، اما در گیشه موفقیتی متوسط داشت.

## مشروح داستان
فیلم با صحبت مستقیم یک زندانی به نام «لوتر» با دوربین آغاز می‌شود؛ او داستان «دیزی گیلِسپی هریسون» ۱۸ ساله را تعریف می‌کند، نوجوانی خجالتی و «خرخوان» که در سال آخر دبیرستان در آستین، تگزاس تحصیل می‌کند. دیزی با نورا، کرک و گلن دوست است، و با هم گروه موسیقی «سابربن فانک» را تشکیل داده‌اند و به بازی‌های ویدیویی اعتیاد دارند. پس از آن‌که یک کتابدار مدرسه به‌اشتباه باعث شکستگی آلت تناسلی‌اش می‌شود، دیزی افسرده می‌شود. او دست به کارهای عجیب می‌زند و موقتاً به زندان فرستاده می‌شود، جایی که با لوتر آشنا می‌شود. او سپس تصمیم می‌گیرد خودش را از دبیرستان اخراج کند تا بتواند در مدرسه‌ای جدید به موقعیت اجتماعی بهتری برسد. پس از تلاش‌های زیاد، او موفق به اخراج از مدرسهٔ قبلی‌اش، «راکی کریک»، می‌شود.
او در دبیرستان «ایست هایلند» ثبت‌نام می‌کند و رهبر گروه تشویق‌کننده‌ها، دنیل، از او استقبال می‌کند. دوست دنیل، «کورتنی»، دیزی را به مهمانی دعوت می‌کند، اما به دلیل اتفاقی، فکر می‌کند دیزی او را نادیده گرفته است. با کمک عکسی که زندانیان به او داده‌اند و کمک دوستان قدیمی‌اش، دیزی موفق می‌شود بدون لطمه به شهرت جدیدش از مهمانی فرار کند. اما وقتی به خانه برمی‌گردد، متوجه می‌شود که پدرش خانه را فروخته و از کار استعفا داده تا مراقب او باشد، و حالا آن‌ها در یک تریلر زندگی می‌کنند.
دنیل از دیزی می‌خواهد که دانش‌آموزان را به تماشای بازی تیم فوتبال تشویق کند؛ او با الهام از فیلم‌های پتن و شجاع‌دل، سخنرانی پرشوری برای تیم بی‌انگیزه ایراد می‌کند و باعث پیروزی آن‌ها در نخستین بازی پس از سال‌ها می‌شود. دیزی به‌زودی توسط مربی و مدیر مدرسه مسئول برگزاری جشن بازگشت به خانه می‌شود و با شور مدرسه‌ای جدید، شخصیت بدپسر قبلی‌اش را کنار می‌گذارد. دنیل از «کانر» جدا می‌شود و با دیزی وارد رابطه می‌شود.
با این حال، «دیزی» و «گیل» حالا آن‌قدر تفاوت دارند که در یک نفر نمی‌گنجند. وقتی نورا، دیزی را بابت شبیه‌شدن به همان کسانی که زمانی از آن‌ها بیزار بود، سرزنش می‌کند، دیزی از محبوبیت تازه‌اش برای مقابله با کانر استفاده می‌کند. او و دنیل باعث اتحاد دانش‌آموزان می‌شوند و مرز بین گروه‌های مختلف مدرسه از بین می‌رود.
با این رویکرد جدید، تیم فوتبال مدرسه بازی‌های بیشتری می‌برد و زورگویی در مدرسه به گذشته می‌پیوندد. آن‌ها به فینال قهرمانی ایالتی می‌رسند، جایی که با «راکی کریک» روبه‌رو می‌شوند. حرکات دیزی در کنار زمین باعث می‌شود راکی کریک بازی را ببازد.
پس از شکست راکی کریک، «بارکلی» ــ بازیکن رانینگ بک تیم و یکی از کسانی که قبلاً دیزی را اذیت می‌کرد ــ به‌تدریج متوجه می‌شود که گیل در واقع همان دیزی است. روز بعد، در حالی که مدرسهٔ ایست هایلند هنوز در حال جشن گرفتن است، بارکلی به دیزی نزدیک می‌شود و سعی می‌کند با او درگیر شود، اما پیش از آنکه اقدامی کند، همهٔ دانش‌آموزان به او حمله می‌کنند. پس از این درگیری، کانر به بارکلی کمک می‌کند که از زمین بلند شود و می‌گوید که می‌خواهد بداند دربارهٔ دیزی چه می‌داند.
جشن بازگشت به خانه که گروه فانک دیزی قرار است در آن اجرا کند، توسط دانش‌آموزان راکی کریک به‌هم زده می‌شود. بارکلی و کانر با هم متحد شده‌اند تا دامی برای دیزی بچینند و ویدیویی شرم‌آور از اتفاق کتابخانه را پخش می‌کنند. اما لوتر و دیگر زندانیان وارد صحنه می‌شوند و دیزی را نجات می‌دهند؛ آن‌ها قلدرها را می‌بندند. نورا عشق قدیمی‌اش به گلن را ابراز می‌کند و دنیل به دیزی می‌گوید که او نیز در کودکی محبوب نبوده و زمانی که محبوبیت پیدا کرده، دوستان قدیمی‌اش را کنار گذاشته است چون می‌خواست پذیرفته شود. او دیزی را بابت پنهان‌کردن هویتش می‌بخشد و آن‌ها یکدیگر را می‌بوسند.
لوتر داستان را به پایان می‌رساند، و مشخص می‌شود که کسی که او با او حرف می‌زده دیوید هسلهوف است. در صحنهٔ میان تیتراژ، دیزی و دنیل سوار اسب می‌شوند و به‌سوی غروب می‌تازند. اما دنیل از اسب می‌افتد و دیزی به‌تنهایی دور می‌شود.

## بازیگران
دی‌جی کوالس در نقش دیزی گیلِسپی هریسون / گیل هریس
الایزا دوشکو در نقش دنیل
ادی گریفین در نقش لوتر
زویی دشانل در نقش نورا
لایل لاوت در نقش بِر هریسون
جراد میکسون در نقش کرک
پری شن در نقش گلن
ریچل ئی. استیونز در نقش تینا
امیر باراکا در نقش بارکلی
کینا کاسپر در نقش استل
راس پترسون در نقش کانر مگوایر
جفری لوئیس در نقش مدیر زایلور
کرت فولر در نقش آقای آنداین
سانی می‌بری در نقش کورتنی
ایلیانا داگلاس در نقش خانم کیکی پیرس
جاستین جانستون در نقش خانم ویتمن
مت گوگین در نقش اد لیگت
جولیوس کری در نقش مربی
کریستا کمپبل در نقش دوست‌دختر تامی لی (نامشخص در عنوان‌بندی)